# Farming
Farming (z ang. farm – uprawiać) – określenie sposobu grania w gry komputerowe typu MMO, polegającego na powtarzanym przez dłuższy czas wykonywaniu określonej czynności, w celu osiągnięcia konkretnych korzyści. Osoba, która korzysta z tej techniki to tzw. „farmer”.
Uzyskane w ten sposób dobra mogą być odsprzedawane innym graczom poza grą, co zwykle jest zakazane przez operatorów gry. W krajach rozwijających się istnieją firmy utrzymujące się z zatrudniania graczy do farmingu i sprzedaży tak uzyskanych dóbr graczom w USA i Europie.